# Quvasoy
Quvasoy (usbekisch Quvasoy/Қувасой, tadschikisch Кувасой, russisch Кувасай, Kuwasai) ist eine Stadt in der Viloyat Fargʻona im Ferghanatal im Osten von Usbekistan. Die Stadt hat eine Fläche von 264 km² und eine Einwohnerzahl von mehr als 74.500 (Schätzung von 2014). Sie gehört keinem der Bezirke (Rajons) der Viloyat Fargʻona an, sondern ist unmittelbar der Viloyat unterstellt (vergleichbar mit einer kreisfreien Stadt in Deutschland).

## Lage
Die Stadt liegt etwa 20 km südöstlich der Viloyathauptstadt Fargʻona an der Grenze zu Kirgisistan. Nachbarorte auf kirgisischer Seite sind Kysylkyja (kirgisisch Кызылкыя, Entfernung ca. 15 km) und Ütsch-Korgon (kirgisisch Үч-Коргон, Entfernung ca. 15 km) im Oblus Batken. Quvasoy liegt an der Eisenbahnstrecke Margʻilon-Fargʻona-Kysylkyja.
Durch Quvasoy fließt der Isfayramsoy, der von Ütsch-Korgon kommend hier einen etwa 300 Meter hohen Höhenrücken durchbricht und darin einen etwa 4 km langen und 1,5 Kilometer breiten Taleinschnitt bildet, in dem sich die Stadt längs des Flusses erstreckt. Aus dieser Lage erklärt sich auch de Name der Stadt. Er ist zusammengesetzt aus Quva, einem usbekischen Stammesnamen, und soy,´ der usbekischen Bezeichnung für Bach, Fluss, Tal. Aus dem Isfayramsoy werden Kanäle zur Bewässerung der die Stadt umgebenden landwirtschaftlich genutzten Gebiete abgeleitet.
Das gesamte Territorium der Stadt erstreckst sich über eine Fläche von 264 km² Die Umgebung der Stadt ist reich an Bodenschätzen wie Kalkstein, Gips und verschiedenen Tonen. In der Nähe gibt es auch größere Kohlevorkommen.
Das Klima in Quvasoy ist kontinental mit mittleren Temperaturen von 30 °C im Juli und 0 °C im Januar. Der meiste Niederschlag fällt in den Wintermonaten November bis Februar.

## Geschichte
Die erste urkundliche Erwähnung Quvasoys erfolgte im 14. Jahrhundert. Im Zweiten Weltkrieg war Quvasoy einer der Zielorte für die Deportation der Krimtataren und der aus Georgien stammenden Mescheten.
1954 erhielt der als damals Arbeitersiedlung dienende Ort den Status einer Stadt. Es war eine der sogenannten „russischen“ Städte Usbekistans, weil die europäische Bevölkerung (vorwiegend Russen und Tataren) mehr als 50 % der Bevölkerung stellten. 1989 kam es zu ethnischen Auseinandersetzungen zwischen Usbeken und Mescheten. Im Zusammenhang mit den ethnischen Konflikten und dem Zusammenbruch der Sowjetunion verließ ein Großteil der europäischen Bevölkerung die Stadt.

## Beschreibung
1970 hatte Quvasoy 14.000 Einwohner, gemäß der Bevölkerungszählung 1989 waren es 25.217. Davon stammte die Mehrheit aus Europa, darunter vor allem Russen und Tataren. Einer Berechnung für 2005 zufolge betrug die Einwohnerzahl 71.500. Schätzungen für 2014 gehen von mehr als 74.500 Einwohnern aus, davon etwa 42.900 (57,6 %) in der Stadt und 31.600 (42,4 %) auf dem Land. Zu den größeren Bevölkerungsgruppen zählen Usbeken (43,2 %), Tadschiken (32,3 %) und Kirgisen (14,5 %). Zu den weitern in Quvasoy vertretenen Nationalitäten gehören Russen, Tataren und Koreaner.
An Religionen sind in Quvasoy der Islam und die Orthodoxie präsent. 2012 wurde eine orthodoxe Kirche geweiht, die dem heiligen Johannes von Kronstadt gewidmet ist.
Quvasoy hat 29 Sekundarschulen, drei Fachhochschulen, zwei Krankenhäuser und mehrere Militärbasen. Die größten Unternehmen der Stadt widmen sich der Herstellung von Zement, Beton, Schiefer, Bauglas, und Glasbehälter.

## Bildergalerie

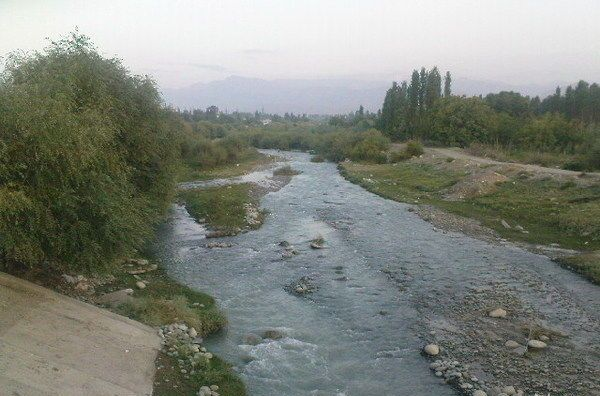
Isfayramsoy bei Quvasoy
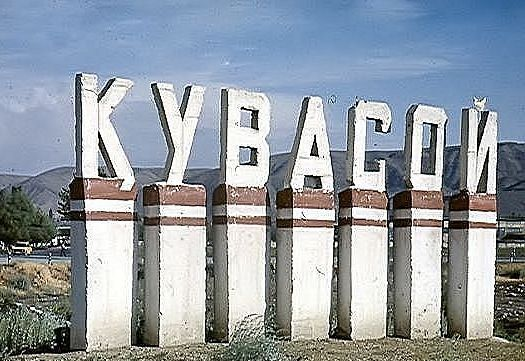
Inschrift am Stadteingang
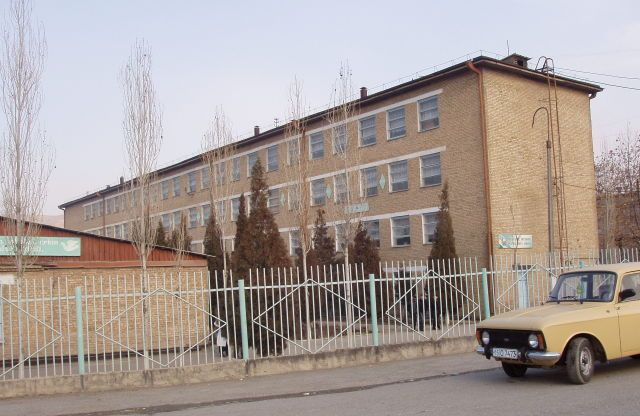
Schulgebäude
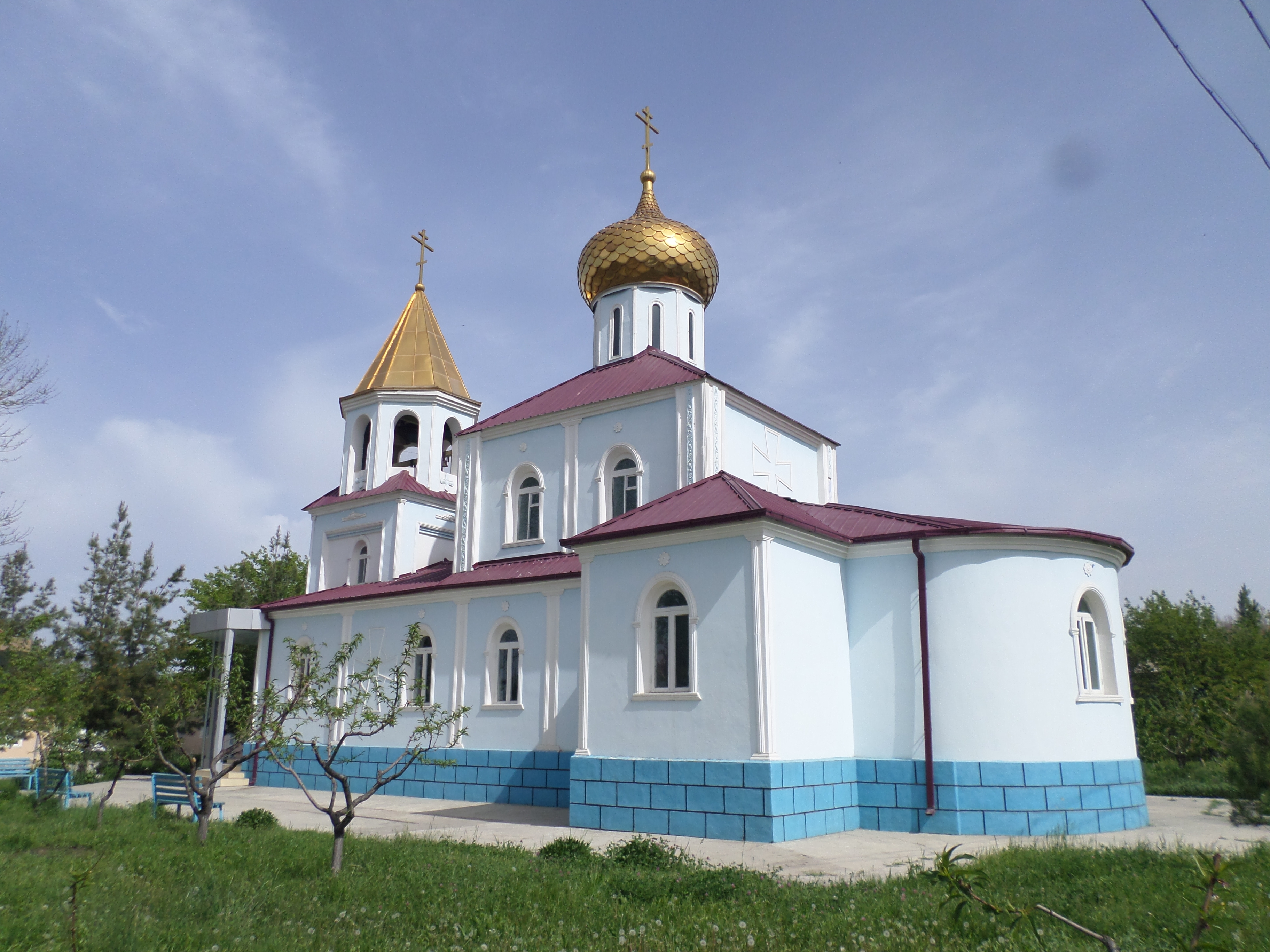
Orthodoxe Kirche
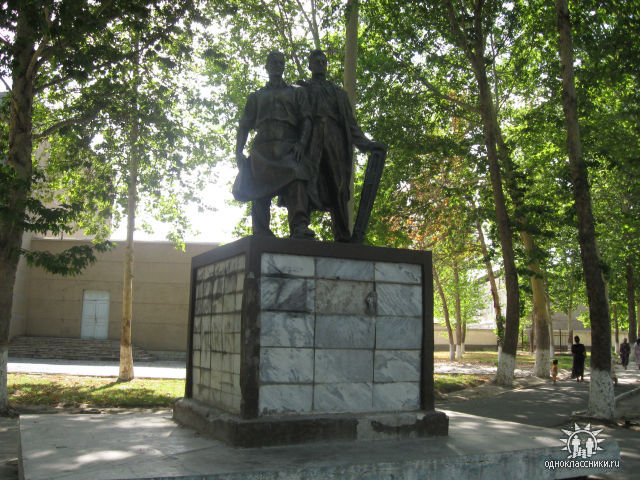
Denkmal "Freundschaft der Völker"